# Grallaria obscura
El tororoí de Junín (Grallaria obscura) es una especie de ave paseriforme de la familia Grallariidae, perteneciente al numeroso género Grallaria. Es endémico de los Andes del centro de Perú. Era tratado como una subespecie de Grallaria rufula hasta la propuesta de su separación en el año 2020.

## Distribución y hábitat
Se distribuye en la ladera oriental de los Andes del centro de Perú, en el departamento de Junín, al sur de los ríos Perené y Paucartambo, al norte del río Mantaro y al oeste del río Ene; en altitudes entre 3000 y 3600 m.

## Sistemática

### Descripción original
La especie G. obscura fue descrita por primera vez por los ornitólogos alemán Hans von Berlepsch y polaco Jean Stanislaus Stolzmann en 1896 bajo el nombre científico de subespecie Grallaria rufula obscura; la localidad tipo es: «Maraynioc, Junín, Perú».

### Etimología
El nombre genérico femenino «Grallaria» deriva del latín moderno «grallarius»: que camina sobre zancos; zancudo; y el nombre de la especie «obscura», del latín «obscurus»: oscuro.

### Taxonomía
Los trabajos de Isler et al. (2020) estudiaron las diversas poblaciones del complejo Grallaria rufula, que se distribuye por las selvas húmedas montanas andinas desde el norte de Colombia y adyacente Venezuela hasta el centro de Bolivia. Sus plumajes son generalmente uniformes variando del leonado al canela, y cambian sutilmente en la tonalidad y la saturación a lo largo de su distribución. En contraste, se encontraron diferencias substanciales en las vocalizaciones entre poblaciones geográficamente aisladas o parapátricas. Utilizando una amplia filogenia molecular, y con base en las diferencias diagnósticas en la vocalización, y en el plumaje donde pertinente, los autores identificaron dieciséis poblaciones diferentes al nivel de especies, siendo tres ya existentes (G. rufula, G. blakei y G. rufocinerea), siete previamente designadas como subespecies (una de ellas, la presente especie) y, notablemente, seis nuevas especies.